# Municipio de Montserrat
El municipio de Montserrat (en inglés: Montserrat Township) es un municipio ubicado en el condado de Johnson en el estado estadounidense de Misuri. En el año 2010 tenía una población de 1861 habitantes y una densidad poblacional de 17,59 personas por km².

## Geografía
El municipio de Montserrat se encuentra ubicado en las coordenadas 38°45′35″N 93°38′4″O / 38.75972, -93.63444. Según la Oficina del Censo de los Estados Unidos, el municipio tiene una superficie total de 105.83 km², de la cual 105.4 km² corresponden a tierra firme y (0.4%) 0.42 km² es agua.

## Demografía
Según el censo de 2010, había 1861 personas residiendo en el municipio de Montserrat. La densidad de población era de 17,59 hab./km². De los 1861 habitantes, el municipio de Montserrat estaba compuesto por el 91.94% blancos, el 2.53% eran afroamericanos, el 0.64% eran amerindios, el 1.07% eran asiáticos, el 0.48% eran isleños del Pacífico, el 0.75% eran de otras razas y el 2.58% pertenecían a dos o más razas. Del total de la población el 3.55% eran hispanos o latinos de cualquier raza.